# Karl von Funck
Karl Alexander Funck, seit 1862 Freiherr von Funck (* 14. Oktober 1839 in Breslau; † 19. März 1925 ebenda), war ein preußischer Generalleutnant.

## Leben

### Herkunft
Er war der Sohn des Freiherrn Carl Gustav Otto von Funck (1805–1876) und dessen Ehefrau Marie, geborene Lampe (1818–1901). Sein Vater war Militärintendant beim VI. Armee-Korps und Wirklicher Geheimer Kriegsrat.

### Militärlaufbahn
Funck trat am 1. April 1858 als Dreijährig-Freiwilliger in das 11. Infanterie-Regiment der Preußischen Armee in Breslau ein, wurde dort am 11. November zum Portepee-Fähnrich ernannt und am 12. Oktober 1859 zum Sekondeleutnant befördert. Aus den drei Stammbataillonen des 11. Landwehr-Regiments in Göritz, Breslau und Lissa wurde durch A.K.O. vom 5. Mai 1860 das 1. kombinierte Grenadier-Regiment formiert. In dieses wurde Funck am 1. Juli 1860 versetzt. Am 4. Juli 1860 änderten sich durch A.K.O. die Benennungen der meisten Regimenter. Die des 11. Regiments änderte sich in 2. Schlesisches Grenadier-Regiment Nr. 11 und die des Kombinierten Regiments in 3. Garde-Grenadier-Regiment und am 18. Oktober 1861 in 3. Garde Grenadier-Regiment „Königin Elsabeth“. Im Deutsch-Dänischen Krieg nahm er an der Einschließung und Beschießung Fredericias sowie den Gefechten bei Stoustrup-Heisekro und Horsens teil. Zur Kriegsakademie wurde er vom 1. Oktober 1865 bis 8. Mai 1866 abkommandiert. Im Deutschen Krieg nahm er an dem Gefecht bei Alt-Rognitz sowie der Schlacht bei Königgrätz teil und wurde am 30. Oktober 1866 zum Premierleutnant befördert. In der Zeit vom 11. November 1866 bis zum 22. Juli 1867 und vom 1. Oktober 1867 bis zum 26. Juli 1868 war Funck wieder an der Kriegsakademie.
Im Deutsch-Französischen Krieg führte er vom 28. Juli bis zum 18. August, an diesem Tag wurde er in der Schlacht bei St. Privat la Montagne durch einen Schuss durch die rechte Ferse verwundet, und vom 1. bis 19. Oktober 1870, er nahm an der Einschließung von Paris und einem Gefecht bei Le Bourget teil, die 3. mobile Kompanie des Regiments. Vom 20. Oktober 1870 bis zum 9. Januar 1871 war er als Kompanieführer an die Unteroffizierschule nach Potsdam abkommandiert gewesen. Dort wurde er am 22. Dezember 1870 zum Hauptmann befördert. Mit der Führung deren Füsilier-Bataillons wurde er für 14 Tage ab dem 11. Juli 1875 beauftragt.
Am 22. März in das 7. Thüringische Infanterie-Regiment Nr. 96 nach Altenburg überwiesen, wurde Funck am 30. August 1881 zum überzähligen Major befördert. Zum Kommandeur des I. Bataillons vom 2. Hanseatischen Infanterie-Regiment Nr. 76 in Hamburg wurde er am 3. Januar 1884 ernannt, zum Oberstleutnant am 2. August 1888 befördert und acht Tage später als etatmäßigen Stabsoffizier in das Herzoglich Braunschweigische Infanterie-Regiment Nr. 92 nach Braunschweig versetzt. 
Mit der Führung des in Saargemünd und Forbach stationierten Infanterie-Regiments „Graf Barfuß“ (4. Westfälisches) Nr. 17 wurde Funck am 12. August 1890 beauftragt und unter Beförderung zum Oberst am 10. September 1890 zum Regimentskommandeur ernannt. In der Zeit vom 11. bis zum 19. Oktober 1892 war er auf einem Informationskursus für Regimentskommandeure an der Infanterieschießschule in Spandau gewesen. Dieses Regiment kommandieren zu dürfen, ist für Funck eine besondere Auszeichnung gewesen. Die Nähe zur Grenze bedeutete, dass er im Ernstfall als einer der Ersten „am Feind“ gewesen wäre. Während eine solche Garnison für ranghohe Offiziere eine Ehre darstellte, fanden jedoch die dortigen rangniederen Offiziere kaum woanders im Reich Verwendung. Fritz Oswald Bilse, der in Forbach stationiert war, beschrieb dies in seinem 1903 erschienenen Roman Aus einer kleinen Garnison. Ein militärisches Zeitbild.
Mit seiner Beförderung zum Generalmajor wurde Funck am 14. Mai 1894 zum Kommandeur der 15. Infanterie-Brigade in Halle ernannt. Zum Kommandanten von Spandau wurde er am 18. Oktober 1896 ernannt. In dieser Stellung wurde ihm zum Kaisergeburtstag am 27. Januar 1898 der Charakter als Generalleutnant verliehen. Zum 22. März 1902 wurde der Funck in Genehmigung seines Abschiedsgesuches mit der gesetzlichen Pension zur Disposition gestellt.

### Familie
Funck hatte sich am 30. Juni 1870 in Breslau mit Anna von Glan (1846–1907) verheiratet. Aus der Ehe ging ein Sohn, der spätere Landrat Carl von Funck, sowie die Töchter Erna Anna Marie (1877–1946), Asta Elisabeth Magda (1878–1944) und Gesa Julie Wanda Marie (* 1886) hervor.

## Auszeichnungen
- Stern zum Roter Adlerorden II. Klasse mit Eichenlaub[4]
- Stern zum Kronen-Orden II. Klasse[4]
- Rechtsritter des Johanniterordens[4]
- Eisernes Kreuz II. Klasse[4]
- Komtur des Bayerischen Militärverdienstordens[4]
- Ehrenkreuz I. Klasse des Lippischen Hausordens[4]
- Ehrenkreuz von Schwarzburg I. Klasse[4]
- [5][4]